# Пореченское сельское поселение (Тульская область)
Пореченское муниципальное образование — упразднённое муниципальное образование (сельское поселение) в Дубенском районе Тульской области. Административный центр — село Опочня.
Законом Тульской области от 1 апреля 2013 года № 1916-ЗТО преобразованы, путём объединения, муниципальные образования Воскресенское, Гвардейское и Пореченское в Воскресенское муниципальное образование.
Пореченское муниципальное образование граничило на севере, западе, юге — с Протасовским, Гвардейским и Воскресенским муниципальными образованиями, на востоке — с Ленинским районом. Численность постоянного населения на 1 января 2008 года составила 1671 человек. Крупнейшие населённые пункты: Поречье (567 чел.), Опочня (479 чел.), Бабошино (322 человек).
В состав поселения входили:
- Опочня (село)
- Бабошино (деревня)
- Бабошинские Выселки (деревня)
- Веригино (деревня)
- Елисеевка (деревня)
- Карачево (деревня)
- Лошачье (деревня)
- Михино (деревня)
- Новое Берковое (деревня)
- Поречье (поселок)
- Поречье (деревня)
- Старое Берковое (деревня)
- Хотетово (деревня)

В XIV—XV веках в устье реки Волкона (приток Упы) находилось Волконское княжество c центром в Волконске (Волконеске).
Близ впадения реки Волконы в Упу находятся три средневековых городища: Пореченское, Берёзовское, Тимофеевское.

## Население
| 2012 | 2013  |
| ---- | ----- |
| 1538 | ↗1565 |